# Enicospilus fallax
Enicospilus fallax là một loài tò vò trong họ Ichneumonidae.